# Anydrelia
Anydrelia là một chi bướm đêm thuộc họ Geometridae.